# Браконно, Анри
Анри́ Браконно́ (фр. Henri Braconnot; 29 мая 1780, Коммерси, — 15 января 1855, Нанси) — французский химик, ботаник и фармацевт.
К основным научным достижениям стоит отнести выделение аминокислот глицина и лейцина; работы по кислотному гидролизу древесины, шерсти и мышечных волокон; открытие пектина и хитина; синтез нитроцеллюлозы; открытие эллаговой и пирогалловой кислот; работы по фракционированию жиров; открытие ряда органических соединений.
За годы научной деятельности опубликовал 112 трудов.

## Биография
Анри Браконно родился во французском городе Коммерси в семье адвоката. Его отец умер в 1787 году и мать отправила сына в городскую школу, Collège de Commerce. Учёба Анри не задалась — применение телесных наказаний в школе свело на нет его желание обучаться. Ситуация усугубилась ненадлежащим поведением Браконно. Из-за этого матери пришлось забрать сына из государственной школы и отдать на обучение в частные.

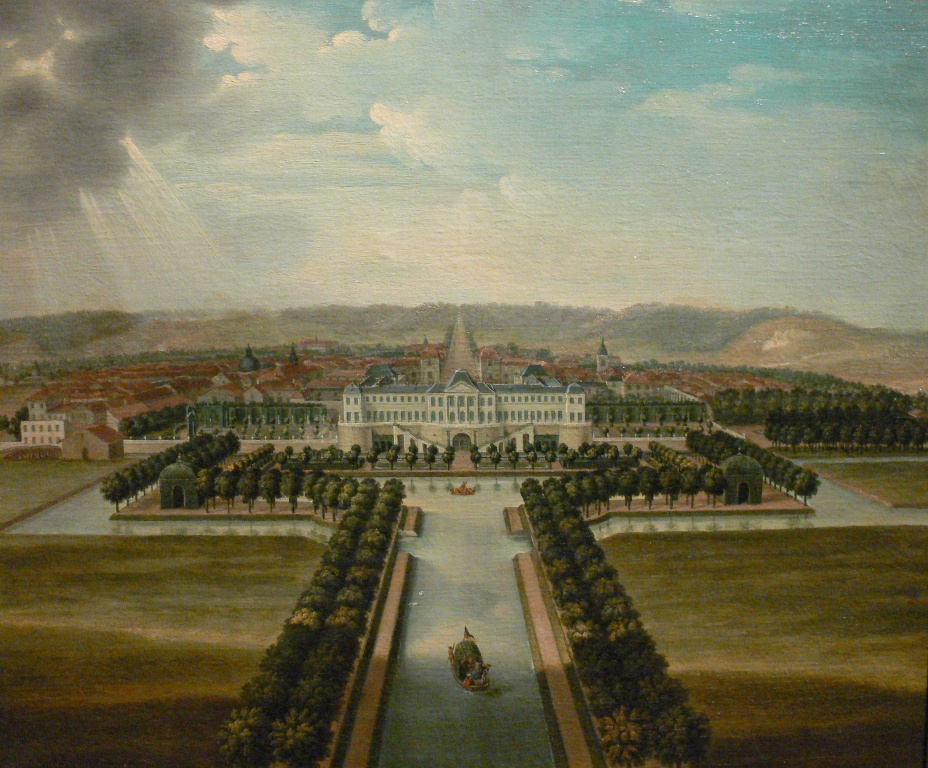
Вид на Коммерси, картина неизвестного художника, XVIII век.

Позднее вдова Браконно вышла замуж за физиолога Николя Ювета, которого в годы Великой Французской Революции командировали в Страсбургский военный госпиталь, вдалеке от глухого уголка Коммерси. Отчим Анри воспользовался возможностью избавиться от нелюбимого пасынка и смог отправить тринадцатилетнего мальчика на обучение аптекарю расположенного неподалёку города Нанси. Ромуальд Гро, новый наставник Анри, дал ему базовые знания в областях химии, физиологии, ботанике, а в рекомендательном письме отметил прилежание ученика.
В возрасте 15 лет Анри Браконно был призван на службу во Французскую Революционную Армию, где получил звание фармацевта 3-го класса. Служба проходила в Страсбурге, в местном госпитале d’Hopital de la Montagne. В 1800 году был переведён в Рейнскую армию, где служил до момента её роспуска 5 мая 1801 года. На этом военная карьера Браконно завершилась. Впрочем, в 1814 году откликнулся на призыв государства и по собственному желанию отправился врачом в военный госпиталь, несмотря на опасность заражения тифом. Там он служил Первой Империи до момента её падения в 1815 году.
Во время военной службы в Страсбурге Анри Браконно обучался в университетах города, получая образование в центральном университете École Centrale du Département de Bas-Rhin и медицинском университете École de Santé. В этих университетах он учился естествознанию у Иоганна Германа, химии и физики — у Фридриха Людвига Эрманна. Кроме того, он находил время на обучение игре на гитаре.
После отставки Браконно решил завершить обучение в Париже, где провёл 2 года. Обучался в медицинском университете École de Médecine, горном университете École de Mines и Музее естественной истории. Там его учителями были известные учёные: химик Клод Луи Бертолле, врач Антуан де Фуркруа, натуралист Жан-Батист Ламарк, ботаник Рене Дефонтен, геолог Бартелеми Фожас де Сен-Фон, зоолог Этьенн Жоффруа Сент-Илер, физик Жорж Луи Лесаж.

В 1802 году Браконно вернулся в Нанси, где и остался жить до самой смерти. Там же в 1807 году он получил место директора ботанического сада. Хоть должность и была больше почётной и оплачивалась мало, но открыла возможность обеспечивать лабораторию оборудованием и реагентами. 

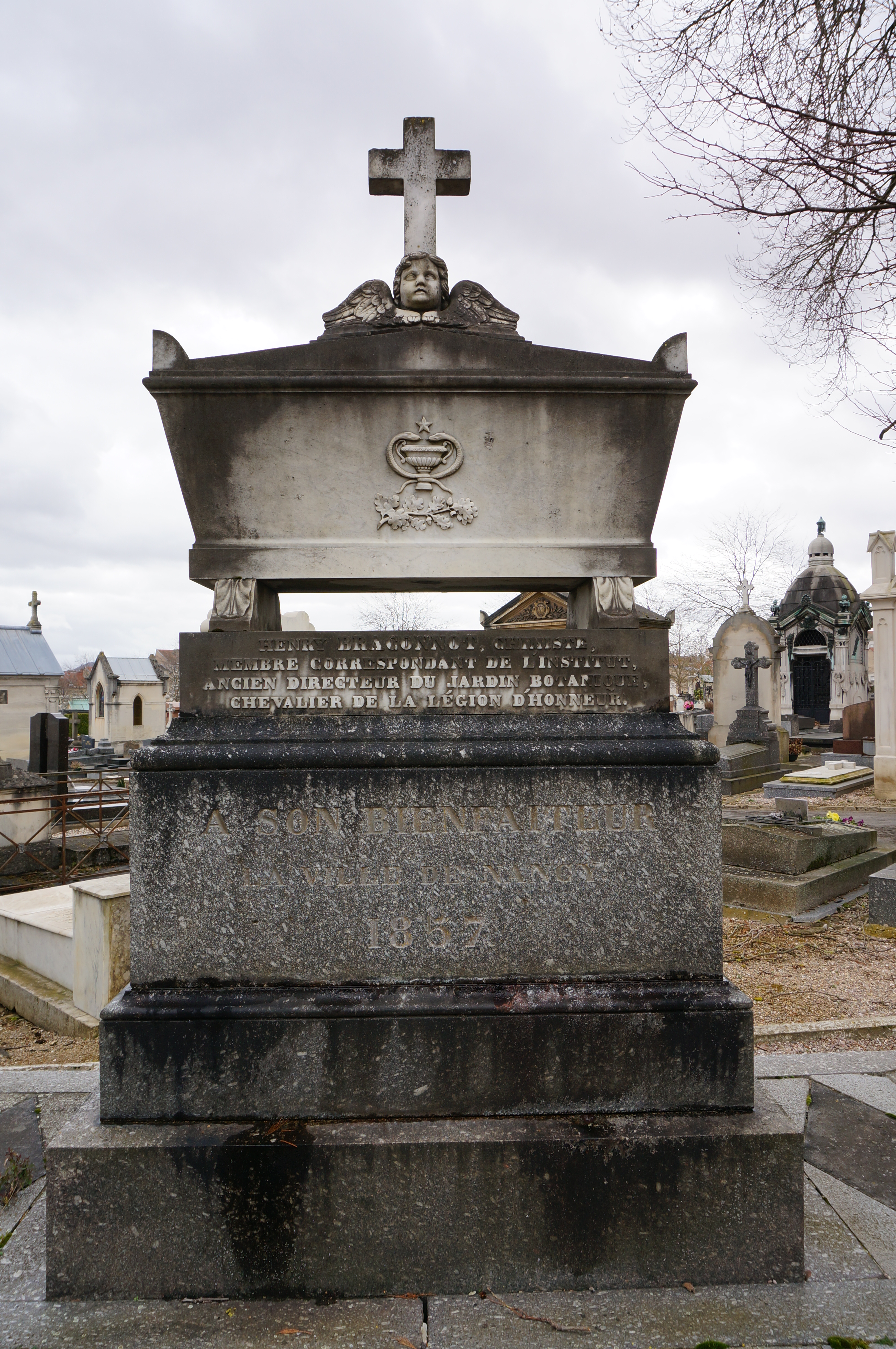
Могила Анри Браконно в городе Нанси.

Первую научную работу Анри Браконно выпустил в 1806 году. Он показал, что в ископаемом роге тура, помимо неорганических вещества, содержится 5 % желатина. Работа сразу привлекла внимание: до этого обнаружение желатина в ископаемых считалось невозможным.
Браконно был очень закрытым и болезненно стеснительным человеком — не был женат и мало заводил дружеские отношения. После смерти отчима жил с матерью, к которой был очень привязан, до её смерти в 1843 году. После её смерти — в одиночестве. Жизнь его была скромна, а единственными увлечениями были литература и театр. Работал Анри Браконно тоже всегда в одиночестве — учеников или студентов не брал.

## Смерть
Анри Браконно умер в возрасте 74 лет 15 января 1855 года от рака желудка.

Интересно, что диагноз ему был известен ещё в ранней молодости, однако от лечения он отказывался до самой смерти из-за недоверия медицине. В письме 1802 он пишет:
Я всё более и более укрепляюсь во мнении, что медицина — даже в руках великого врача — крайне малопонятное и неточное искусство, ведь врачи выносят свои суждения лишь по видимости, пренебрегая тем, что действительно происходит в больном теле; это пренебрежение и превращает медицину в науку незаконченную и полную ошибок, что уводит меня от попыток прохождения чрез эти запутанные лабиринты, и я не толики не сожалею, отказываясь от её помощи даже в моём положении.
Своё состояние он завещал родному городу.

## Научная деятельность

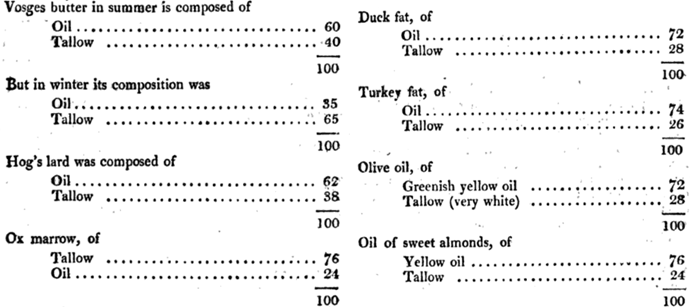
Сделанный Браконно анализ содержания жидкой и твёрдой фракций в некоторых жировых материалах.

### Опыты по разделению жиров
В опытах 1813 года Браконно установил, что животный или растительный жир легко разделяется на две части: воскообразную твёрдую и маслянистую жидкую, а их соотношением определяется консистенция исходного материала. Он подвергал давлению жир, помещался между стопками бумаги. В результате жидкая часть жира впитывались в бумагу, а твёрдая фракция, напротив, оставалась нетронутой. Очистка жидкой фракции проводилась путём полоскания бумаги в воду, которая вытесняла масло из бумаги. Подобным образом можно было разделять и жидкие смеси жиров, например, растительные масла, предварительно их заморозив.
Открытие нашло применение на практике: Браконно показал, что из бычьего или овечьего жира можно получать вещество, похожее на свечной воск и пригодное для изготовления свечей. Совместно с фармацевтом Ф. Симонином он запатентовал этот способ производства свечей в 1818 году.

### Выделение лейцина и глицина
В 1820 году Браконно удалось выделить из окиси творожины лейцин, который он сам назвал апосепедин (от. греч. Αποσπεδων — продукт разложения). Окись творожины получалась следующим образом: сыр заливался небольшим количеством воды и настаивался в течение месяца при комнатной температуре. После настаивания смесь фильтровали через ткань. При дистилляции в реторте выделялась маслообразная жидкость с неприятным запахом и некоторый остаток с плёнкой на поверхности. При дальнейшем нагревании остатка выпадал казеиноподобный осадок; после аккуратного выпаривания остатка оставалась желтоватая сироповидная жидкость, которая при растворении в спирте давала 2 фракции: окисную (собственно, окись творожины) и аммиачную. Последующей обработкой окиси азотной кислотой и упариванием полученного раствора Браконно смог получить горькую маслянистую субстанцию. По его мнению, субстанция сохраняла все свойства животной субстанции, хоть и содержала лишь небольшое количество кислорода.
В том же году Браконно получил и другую аминокислоту — глицин — из тканей животных, которые он желатинизировал кипячением. При обработке желатина серной кислотой, Браконно выделил сладковатое вещество и назвал желатиновым сахаром.

### Синтез нитроцеллюлозы
Некоторые реакции органических соединений уже были известны в первой половине XIX века, но системного подхода к их изучению не было. Браконно было известно, что разбавленная азотная кислота реагирует с некоторыми неорганическими соединениями намного лучше концентрированной, и эту идею он решил перенёс в собственные исследования древесных волокон. Начальной посылкой стала реакция полного растворения древесного крахмала в разбавленной азотной кислоте — Браконно же интересовали промежуточные продукты. Он обрабатывал опилки избытком концентрированной азотной кислоты. После обработки реакционной смеси водой, фильтрования и высушивания оставалось белое, горючее вещество . Браконно назвал полученное вещество ксилоидином, акцентируя внимание на древесном происхождении. Браконно не смог сделать никаких выводов о природе и составе полученного материала, хотя фактически стал первым химиком, синтезировавшим искусственный полимер.
Исследованием заинтересовался Теофиль-Жюль Пелузом и провёл аналогичные опыты с бумагой, картоном и хлопком. Полученное им вещество разделяло некоторые общие свойства с открытым Браконно, однако было намного более взрывчатым и неустойчивым (бесследно «исчезало» через несколько дней хранения). Пелуз назвал его пироксилином.

### Открытие эллаговой кислоты и пирогаллола
Для проведения исследований Анри Браконно требовалась галловая кислота; для поиска оптимального способа получения он сравнил методики, ранее описанные Луи Жаком Тенаром и Карлом Вильгельмом Шееле. Ни одна из этих методик не подошла Браконно из-за низких выходов и в 1818 году он составил собственную. В качестве сырья использовались чернильные орешки — новообразования на листьях больных растений. Его продукт получался более чистым в сравнении с ранее описанными методиками, хоть процедура и занимала намного больше времени. В этом же году он показал, что при получении галловой кислоты по его методике образуется и второй продукт — «окрашенная галловая кислота». Он описал новое вещество и назвал его эллаговой кислотой.
Сам Браконно считал галловую кислоту, полученную по собственной методике достаточно чистой. Тем не менее, он решил проверить мнение Берцелиуса о том, что необходимым этапом очистки является сублимация, которой сам Браконно при синтезе не проводил. Изучая в 1831 году различия между продуктами собственной методики (осаждение кислоты из раствора) и методике Берцелиуса (где продукт очищался сублимацией), Браконно установил, что это два разных вещества. При нагревании осаждённой из раствора галловой кислоты, происходило превращение в вещество, аналогичное синтезированному Берцелиусом. Новое соединение Браконно назвал пирогалловой кислотой.

### Прочие работы
Открыл ряд органических соединений: аконитовая, пектиновую, фумаровую кислоты; салицин, популин, рутилин. Изучал сорбиновую кислоту, активный компонент жгучего перца — капсаицин.
В 1821 году открыл хитин. Изучая экстракты из шампиньонов, растворенных в концентрированной серной кислоте, он обнаружил нерастворимый твёрдый остаток. Браконно назвал открытое веществ фунгин.
В 1825 году из растительного сырья он получил коричневатый твёрдый порошок, названный им пектином.
Исследовал действие серной кислоты на древесину. Научился получать глюкозу из целлюлозы.
Среди прочего, активно исследовал животные ткани: шерсть, мышцы, сухожилия, пикромель и прочие.

## Признание достижений

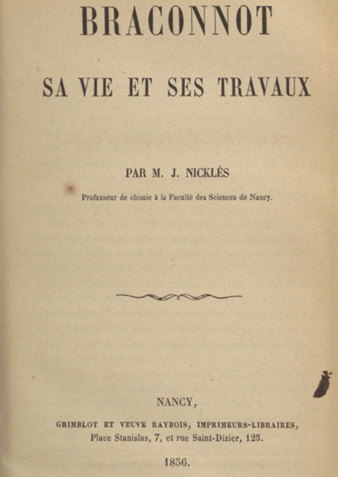
Заглавная страница биографического труда «Браконно. Его жизнь и работа».

Большое количество публикаций после 1806 года привлекло к Браконно внимание научного сообщества.
В 1820 Людовик XVIII основал Королевскую Медицинскую Академию и назвал Анри Браконно иногородним членом академии (associé non-resident).
В 1823 стал членом-корреспондентом Французской Академии Наук с третьей попытки, получив 39 голосов «за» из 41 возможного.
В 1828 году стал кавалером Почётного Легиона за выдающиеся гражданские заслуги.
Кроме того, входил в «Общество друзей литературы» и «Общество наук и искусств Меца». Являлся членом городского совета Нанси, стал президентом секции физических наук на научном конгрессе, проходившего в городе Мец.
Спустя 2 года после смерти, в 1856 году, была выпущена биографическая работа «Анри Браконно. Его жизнь и работа».

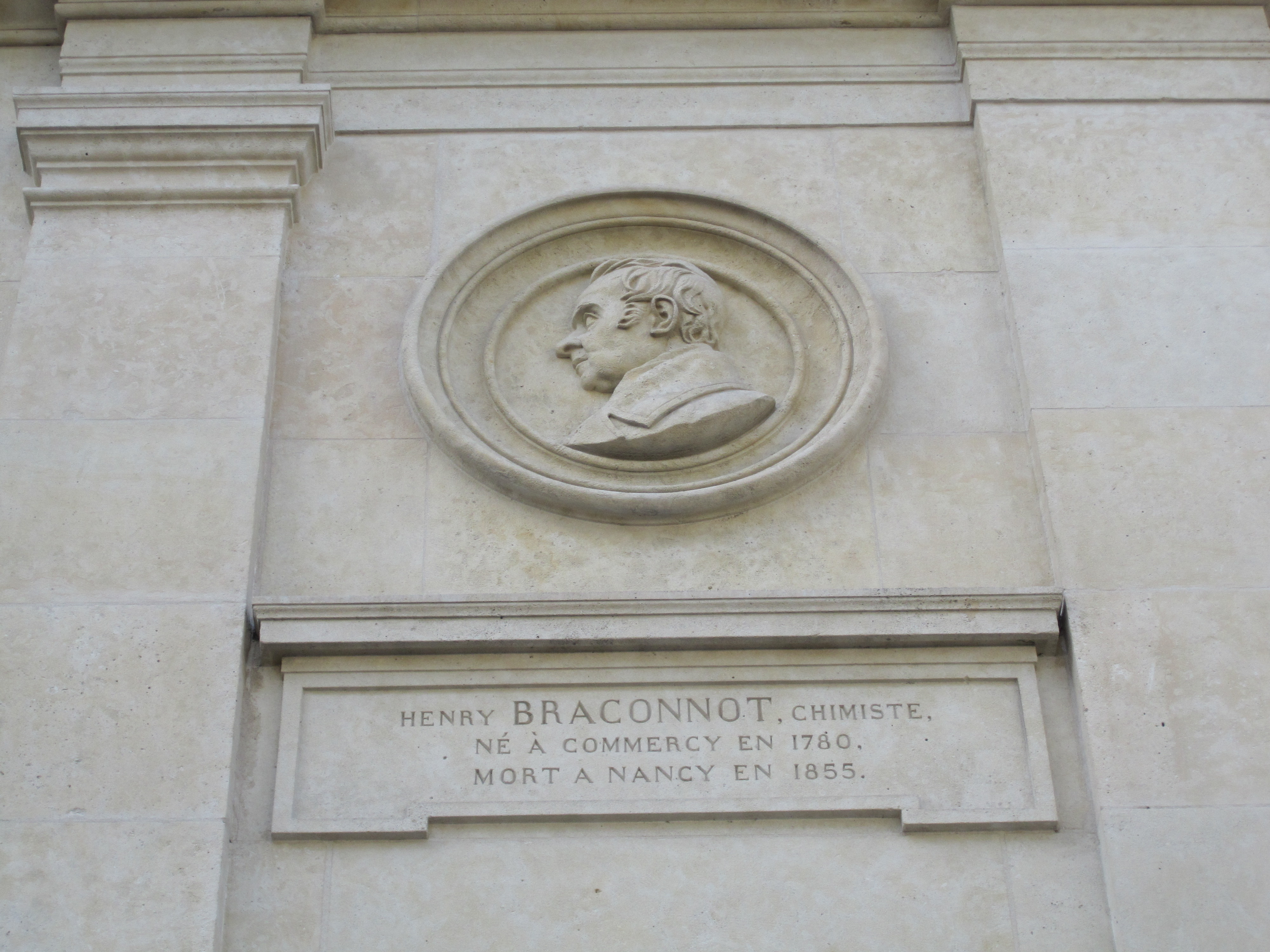
Памятная доска в городе Нанси.

## Память
- В городе Нанси находится памятная доска Анри Браконно;
- В городах Нанси и Верден есть улицы, названные в честь Браконно (Rue Braconnot).